# 아키야마 요스케
아키야마 요스케(일본어: 秋山 陽介, 1995년 4월 13일~)는 일본의 축구 선수이다.

## 구단 경력
그는 2017년 J2리그의 나고야 그램퍼스에 입단했다. 2017년 J2리그 3위를 기록하여 J1리그로 승격했다. 2019년 7월 주빌로 이와타로 임대 이적했다. 2020년 나고야 그램퍼스로 복귀했다. 2021년 베갈타 센다이로 이적했다. 2022년 제프 유나이티드 지바로 임대 이적했다. 2023년 베갈타 센다이로 복귀했다. 2024년 J3리그의 후쿠시마 유나이티드 FC로 이적했다.